# Космический центр Утиноура
Косми́ческий центр Утиноура (яп. 内之浦宇宙空間観測所 Утиноура утю:ку:кан кансокудзё), сокр. USC (от англ. Uchinoura Space Center) — японский космодром, расположенный на побережье Тихого океана вблизи посёлка Кимоцуки, в префектуре Кагосима, на острове Кюсю. До 2003 года, когда было сформировано Японское агентство аэрокосмических исследований (JAXA), он относился к Институту космоса и астронавтики (Institute of Space and Astronautical Science, ISAS) и обозначался как Космический центр Кагосима. С космодрома Утиноура стартуют твердотопливные ракеты-носители которые применялись для всех запусков японских космических аппаратов научного назначения, а также геофизические и метеорологические ракеты. Выводимые космические аппараты могут иметь наклонение орбиты в пределах от 29° до 75° к плоскости экватора. Центр располагает станциями дальней космической связи для обеспечения полётов межпланетных станций.

## История
Строительство Космического центра Кагосима, предназначенного для экспериментальных запусков больших ракет было начато в 1961 году, и завершено в феврале 1962 года. Ранее, до основания этого стартового комплекса, испытательные запуски японских ракет «К150», «К245» и «Каппа» производились с испытательной ракетной базы Акита в Митигаве (39°34′00″ с. ш. 140°04′00″ в. д.), с середины 1950-х до 1960-х. Однако запуск крупных ракет требовал более широкую акваторию для падения отработанных ступеней, чем узкое Японское море. После оценки преимуществ и недостатков различных площадок, для строительства космодрома был выбран город Утиноура в префектуре Кагосима, расположенный прямо на побережье Тихого океана. При возведении комплекса конструкторы использовали преимущества естественного холмистого ландшафта.
Твердотопливные ракеты, созданные в Японии, как правило, получали названия по буквам греческого алфавита — «Альфа», «Бета», «Каппа», «Омега», «Лямбда», и «Мю»; некоторые буквы были пропущены из-за отмены проектов.
Первым ракетным запуском, осуществлённым с новой площадки, стал запуск ракеты «К150», представлявшей собой уменьшенную копию ракеты «Каппа», в августе 1962 года. После этого начались полномасштабные испытания ракет серий «Каппа» и «Лямбда», с параллельным форсированием работ по программе «Мю». 11 февраля 1970 года, после четырёх аварий, экспериментальный спутник был успешно выведен на орбиту с помощью ракеты «Лямбда-4S» («L-4S-5»). Космический аппарат «Осуми» (названный в честь полуострова в префектуре Кагосима) стал первым японским искусственным спутником Земли. В дальнейшем, значительный прогресс в создании ракет класса «Мю» позволил осуществлять один запуск научного космического аппарата в год. Поколение ракет «Мю-5» впервые продемонстрировало свои возможности запуском исследовательского спутника «MUSES-B» («Харука») в феврале 1997 года. Первый запуск метеорологической ракеты SS-520 состоялся с пусковой установки в Космическом центре Утиноура 5 февраля 1998 года.
После перехода ISAS в состав JAXA, космодром был переименован в Космический центр Утиноура, и за ним были сохранены запуски тяжёлых твердотопливных ракет научного назначения.
10 июля 2005 года ракетой-носителем «Мю-5» с космодрома был запущен рентгеновский телескоп ASTRO-EII, переименованный затем в «Судзаку».
Первый запуск ракеты-носителя Эпсилон состоялся 14 сентября 2013 года с модифицированной пусковой установки «Мю». Запуском был успешно выведен орбитальный телескоп SPRINT-A («Хисаки»).

## Пусковые установки
- Каппа (LP-Ka)
- Лямбда (LP-La)
- Мю (LP-Mu)
- Мю-5 (LP M-V)

## Фотогалерея
- Ракета-носитель Мю-5 на стартовой площадке, февраль 2000 года
- Вид на сборочный цех с фермы пусковой башни Космического центра Утиноура
- Транспортировка головного блока ракеты-носителя Мю-5 с аппаратом Suzaku (ASTRO-EII),
июнь 2005 года